# Zaloňov
Obec Zaloňov (dříve též Zaluňov, německy Salnai) se nachází v okrese Náchod, kraj Královéhradecký. Žije zde 446 obyvatel.

## Historie

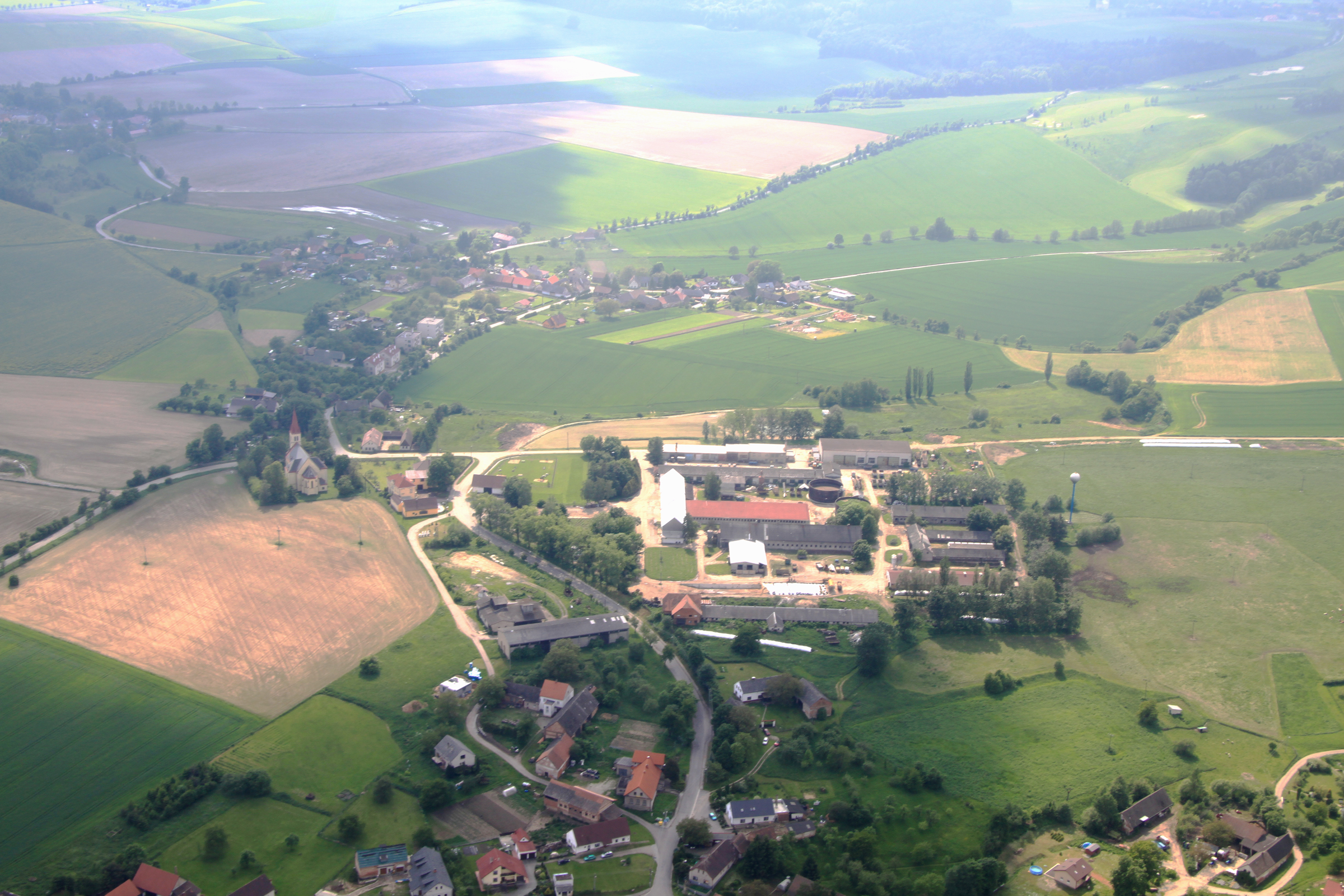
Letecký snímek

První písemná zmínka o obci pochází z roku 1361. V letech 1636–1773 byl Zaloňov v rámci žirečského panství součástí majetku vídeňského jezuitského noviciátu u sv. Anny.

## Pamětihodnosti
- Pomník obětem 2. světové války
- kostel svatého Petra a Pavla

## Části obce
- Zaloňov
- Horní Dolce
- Rtyně
- Vestec